# Серенада (короткометражний фільм)
«Серенада» — радянський короткометражний художній телефільм 1968 року режисера Картлоса Хотіварі. Екранізація однойменного оповідання Михайла Зощенка.

## Сюжет
Комірник Зозо і робітник-передовик Рамаз протягом усього фільму ведуть відчайдушну боротьбу за серце табельниці Лалі. У цій боротьбі немає місця сантиментам. Все вирішує груба чоловіча сила.

## У ролях
- Лалі Хабазашвілі — Лалі
- Рамаз Гіоргобіані — Рамаз
- Зозо Бакрадзе — Зозо Автандилич, комірник
- Баадур Цуладзе — працівник склада, приятель Автандилича
- Вахтанг Кухіанідзе — епізод
- Ніно Думбадзе — епізод
- Тенгіз Маланія — епізод

## Знімальна група
- Режисер — Картлос Хотіварі
- Сценарист — Картлос Хотіварі
- Оператор — Юрій Кікабідзе